# الحطاب الأمين
الحطاب الأمين المعروف أيضا بالميركوري، الحطاب والفأس الذهبي. يعد واحد من خرافات إيسوب، المرقمة تحت رقم 173 لقائمة بيري. إنها قصة تحذيرية لزراعة الأمانة حتى ولو على حساب المصلحة الذاتية.

## القصــة

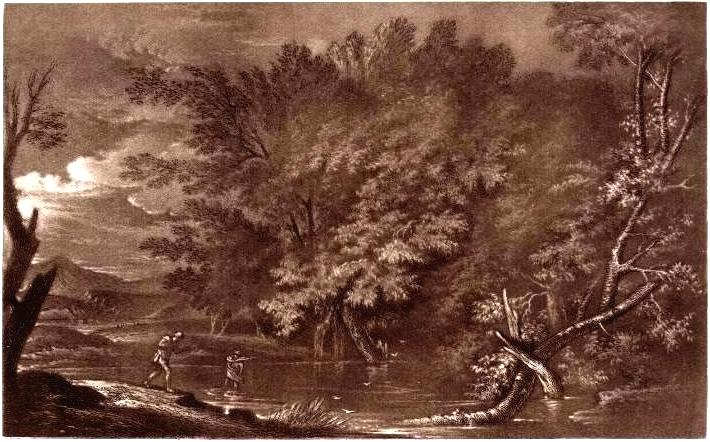
نقش فيكتوريا لسلفاتور روسا "للميركوري والحطاب الخائن"

تحكي النسخة الإغريقية لهذه القصة أن حطاب أسقط فأسه في النهر، ولأن فأسه هو سبيل رزقه الوحيد، جلس على الأرض وظل يبكي. فرأفة به نزل الإلة هيرميز (المعروف أيضا بأسم الإلة ميركوري) إلى النهر وعاد إليه بفأس ذهبي. ثم سأله الألة هيرميز إن كان الفأس الذهبي فأسه، ولكن الحطاب أجاب أنه ليس فأسه، ثم أحضر هيرميز فأس فضي على حافة النهر ولكن الحطاب أجابه بأنه ليس خاصته أيضا. وقد ظل يرفض أي فأس يُقدم له، حتى عثر على فأسه. أُعجب الإلة هيرميز بأمانته، فسمح له بأن يأخذ الثلاثة فؤوس. سمع جار حسود عن حظ الرجل الأمين، حتى قام بإلقاء فأسه منتظرا أن يعود له مرة أخرى. وعندما ظهر هيرميز وقدم له فأس ذهبي، إدعى أنه فأسه الحقيقي ولكن الألة رفضت إدعاءه وأعادت إليه فأسه الحقيقي.
فيمكن القول أن «الصدق هو أقصر طرق الإقناع» كما يُقال في المثل الإنجليزي المأثور. هناك أيضا قول بيزنظي مأثور شبيه بهذه الإسطورة خلال العصور الوسطى يقول أن «لا يجلب النهر الفؤوس دائما». ومن الواضح أنه يوجد إزالة كبيرة لنص القصة. حيث أدى تسلسل الأفكار إلى الكشف عن فجوة منطق الجار الحسود. فقد لاحظ السبب الحقيقي وراء الثراء. وهذا ما دفعه إلى أن يُلقي بفأسه في النهر وغافلا عن السبب الرئيسي - وهي الحاجة إلى الأمانة الدقيقة. فقد كان يجب أن تكون كافة ما رواه الطماع حقيقة حتى يفعل هيرميز كما فعل. فبدونهم، تعلم الجار الطماع في نهاية المطاف أن «النهر لا يجلب الفؤوس (الذهبية) دائما».
تحدث تلك الرواية الهزلية في رواية غارغانتوا وبانتاغرويل للروائ فرانسوا رابية خلال القرن السادس عشر. والتي تستغرق أكثر من المقدمة الافتتاحية للمؤلف حتى الكتاب الرابع ويغلب عليها الأسهاب والأسلوب الكتابي الغير مباشر. أثار نحيب الحطاب غضب كبير الألة أثناء تصرفه في أمور الكون وهذا ما دفعه إلى إرسال ميركوري بتعليمات لاختبار الحطاب حتى وإن كَذِب تُقطع رأسه. ولكن الحطاب نجى من الاختبار وأصبح غنيا، فقرر الريف بأكمله أن يقلدوه ويقطعوا رأسه. لذا استخلص ربليص أنه من الأفضل أن نكون معتدلين في رغباتنا، وقد ذُكر الكثير من نفس القصة في أساطير لافنتين بشكل أكثر تركيزا. فبدلا من قطع رأس الحطاب أقام ميركوري العدل.

## الإسطورة في الفنون
هناك بعض اللوحات المنقوشة على أساس ما تُحاكيه الإسطورة وهي عبارة عن مناظر طبيعية واسعة مع أشكال صغيرة مضافة في المنتصف. لوحة ميركوري والحطاب الخائن لسوفاتور هوزا بالمتحف الوطني بلندن، والتي يعود تاريخها إلى ما يقرب من 1650. قدم جورجي روبرسون لوحة بألوان مائية خلال القرن الثامن عشر يبدو وأنها استمدت رؤيتها من هذه الإسطورة. يُلقِى تشالز أندرية فان لوو أهمية بالغة لمظهر الإلة ميركوري وهو يقدم الفؤوس إلى الحطاب في فندق دو سوبيس. صور خلالها الإلة وهو يحوم في الهواء محتضا بجناحيه الحطاب الجالس والمندهش لمنحه الفؤوس.
هناك رسوم توضيحية للإسطورة على قطعة خشبية لخزف صيني في طبعة صمويل كروكسول لإيسوب. تبرز لوحة منقوشة من حوالي 1775 صورة حمراء داخل إطار تربيعي، مزين بالإكاليل. يتسم الإطار بحافته المموجة والمطبوع عليها أغصان ورود منفصلة عن بعضها. الكثير من الصورة مطبوع باللون الأخضر، مستخدمة على بلاط ليفربول المعاصر. وعلى اليسار من بدايتها يمنح ميركوري فأس إلى حطاب جالس. وعلى مسافة من الجهة المقابلة جاره الخائن رافعا فأسه قبل أن يلقيه في النهر.
في 1987 رسمت القصة على ثمانية طوابع بريدية تحمل 40 قطعة دراخما يونانية قديمة ذات قيمة لأساطير أيسوب، التي صدرت من قِبل اليونان وملامح الإلة العاري الجالس على صخرة في النهر ويقدم ثلاثة فؤوس إلى حطاب ملتحي على ضفة النهر.

## نصوص أخرى
هناك قصص أخرى مشابهة للقصة أيضا، مع وجود بعض الاختلافات المحلية، من نيجيريا، تايلند، والتبت، تدعو إلى التشكيك في الاصل اليوناني للقصة. تدّعي القصة التايلاندية أن القصة نتجت من حكاية جاتاكا البوذية لكنها لم تُقدم أي مصدر لإجراء مقارنة. بما أن الخطوط الرئيسية للقصة في الثلاثة كلها هي نفسها في النسخة الأيسوبية، يمكن للمرء أن يستنتج أنه، مهما كان منشأه الأصلي، قد يتأثر منذ ذلك الحين بالنموذج الأوروبي.
وقد لوحظت بعض القرابة بين الاسطورة وقصة استعادة المعجزة لفأس من نهر في الكتاب المقدس اليهودي. يُحكي أن النبي اليسع كان يسافر مع بعض أفراد المجتمع الديني "وعندما جاءوا إلى الأردن، بدأوا في قطع الأشجار. ولكن من المحتمل أنه عندما كان رجل يقطع جذعًا، طار رأس فأسه إلى الماء. وصاح "يا سيدي"، "كان فأس قد إستعرته "ثم سأله نبي الله "أين وقع؟". عندما عُرض عليه المكان، قام بقطع قطعة من الخشب ورماها وجعلها تطفو ليظهر الفأس الحديدي. (الملك الثاني، نسخة الكتاب المقدس المترجمة بالإنجليزية 6.4-6)

## وصلات خارجية
- 15th–20th century book illustrations online
- 19th–20th century book illustrations online
- Illustrations of La Fontaine's fable by Gustave Doré